# Tiếng Mingrelia
Tiếng Mingrelia, hay còn gọi là tiếng Megrelia, (მარგალური ნინა margaluri nina) là một ngôn ngữ Kartvelia được nói tại Tây Gruzia (vùng Samegrelo và Abkhazia), chủ yếu bởi người Mingrelia. Ngôn ngữ này cũng từng được gọi là tiếng Iveria (tiếng Gruzia: iveriuli ena) vào đầu thế kỷ XX. Vì trong hơn một nghìn năm, tiếng Mingrelia vẫn chỉ là một ngôn ngữ khu vực, lượng người nói của nó đang dần giảm xuống. UNESCO xác định đây là một "ngôn ngữ bị đe dọa".

## Phân bố và tình trạng
Không có thống kê về số người nói tiếng Mingrelia, nhưng ước tính có từ 500.000 đến 800.000 người nói. Đa số họ sống ở vùng Samegrelo (Mingrelia) của Gruzia, bao gồm dãy đồi Odishi và vùng đất thấp Kolkheti, từ bờ biển Đen đến dãy núi Svan và sông Tskhenistskali. Những cụm dân nhỏ có mặt ở Abkhazia, song tình hình bất ổn đưa đẩy người nói tiếng Mingrelia đến nhiều nơi khác.
Tiếng Mingrelia thường được viết bằng bảng chữ cái Gruzia, dù hiện chưa có dạng viết chuẩn. Gần như mọi người nói đều song ngữ; họ nói tiếng Mingrelia trong gia đình, với bạn bè và người thân quen, và nói tiếng Gruzia trong những trường hợp khác.

## Âm vị

### Nguyên âm
Tiếng Mingrelia có năm nguyên âm chính a, e, i, o, u. Phương ngữ Zugdidi-Samurzaqano có thêm một nguyên âm là ə.
|                | Trước | Sau      | Sau   |
| không làm tròn | Trước | làm tròn |       |
| -------------- | ----- | -------- | ----- |
| Cao            | i [i] | (ə [ə])  | u [u] |
| Vừa            | e [ɛ] |          | o [ɔ] |
| Thấp           |       | a [ɑ]    |       |

### Phụ âm
Hệ thống phụ âm tiếng Mingrelia gần như y hệt tiếng Laz, tiếng Gruzia, và Svan.
|          |           | Môi    | Răng    | Chân răng | Ngạc mềm | Lưỡi gà | Thanh hầu |
| -------- | --------- | ------ | ------- | --------- | -------- | ------- | --------- |
| Mũi      | Mũi       | m [m]  | n [n]   |           |          |         |           |
| Tắc      | hữu thanh | b [b]  | d [d]   |           | g [ɡ]    |         |           |
| Tắc      | vô thanh  | p [p]  | t [t]   |           | k [k]    |         | ʔ [ʔ]     |
| Tắc      | tống ra   | ṗ [pʼ] | ṭ [tʼ]  |           | ḳ [kʼ]   | qʼ [qʼ] |           |
| Tắc xát  | hữu thanh |        | ʒ [d͡z]  | ǯ [d͡ʒ]    |          |         |           |
| Tắc xát  | vô thanh  |        | c [t͡s]  | č [t͡ʃ]    |          |         |           |
| Tắc xát  | tống ra   |        | ċ [t͡sʼ] | čʼ [t͡ʃʼ]  |          |         |           |
| Xát      | hữu thanh | v [v]  | z [z]   | ž [ʒ]     | ɣ [ɣ]    | ɣ [ɣ]   |           |
| Xát      | vô thanh  |        | s [s]   | š [ʃ]     | x [x]    | x [x]   | h [h]     |
| Rung     | Rung      |        |         | r [r]     |          |         |           |
| Tiếp cận | giữa      |        |         | y [j]     |          |         |           |
| Tiếp cận | cạnh      |        | l [l]   |           |          |         |           |

## Chữ viết
Tiếng Mingrelia được viết bằng chữ Mkhedruli.
| Mkhedruli | Chuyển tự | Giá trị IPA |
| ა         | a         | ɑ           |
| ბ         | b         | b           |
| გ         | g         | ɡ           |
| დ         | d         | d           |
| ე         | e         | ɛ           |
| ვ         | v         | v           |
| ზ         | z         | z           |
| თ         | t         | t           |
| ი         | i         | i           |
| კ         | ḳ         | kʼ          |
| ლ         | l         | l           |
| მ         | m         | m           |
| ნ         | n         | n           |
| ჲ         | y         | j           |
| ო         | o         | ɔ           |
| პ         | ṗ         | pʼ          |
| ჟ         | ž         | ʒ           |
| რ         | r         | r           |
| ს         | s         | s           |
| ტ         | ṭ         | tʼ          |
| უ         | u         | u           |
| ჷ         | ə         | ə           |
| ფ         | p         | p           |
| ქ         | k         | k           |
| ღ         | ɣ         | ɣ           |
| ყ         | qʼ        | qʼ          |
| ჸ         | ʔ         | ʔ           |
| შ         | š         | ʃ           |
| ჩ         | č         | t͡ʃ          |
| ც         | c         | t͡s          |
| ძ         | ʒ         | d͡z          |
| წ         | ċ         | t͡sʼ         |
| ჭ         | čʼ        | t͡ʃʼ         |
| ხ         | x         | x           |
| ჯ         | ǯ         | d͡ʒ          |
| ჰ         | h         | h           |